# Wahlkreis Foggia (Camera dei deputati)
Der Wahlkreis Foggia ist seit 2017 ein Wahlkreis (italienisch collegio elettorale) für die Wahl der Abgeordnetenkammer.

## Von 2017 bis 2020

### Wahlkreisgebiet
Der Wahlkreis umfasste 9 Gemeinden der Provinz Foggia (Cagnano Varano, Foggia, Ischitella, Peschici, Rodi Garganico, San Giovanni Rotondo, San Marco in Lamis, Vico del Gargano und Vieste).

### Wahlergebnisse

#### Parlamentswahl 2018
| Kandidaten               | Kandidaten                      | Stimmen | %    | Listen                              | Stimmen | %    |
| ------------------------ | ------------------------------- | ------- | ---- | ----------------------------------- | ------- | ---- |
|                          | Rosa Mengagewählt               | 53.654  | 44,9 | Movimento 5 Stelle                  | 53.654  | 44,9 |
|                          | Michaela Di Donna               | 39.140  | 32,7 | Forza Italia                        | 21.574  | 18,0 |
| Lega per Salvini Premier | Michaela Di Donna               | 39.140  | 32,7 | 9.629                               | 8,1     |      |
| Noi con l’Italia – UDC   | Michaela Di Donna               | 39.140  | 32,7 | 4.498                               | 3,8     |      |
| Fratelli d’Italia        | Michaela Di Donna               | 39.140  | 32,7 | 3.439                               | 2,9     |      |
|                          | Lucia Lia Azzarone              | 18.373  | 15,4 | Partito Democratico                 | 15.191  | 12,7 |
| Civica Popolare          | Lucia Lia Azzarone              | 18.373  | 15,4 | 1.333                               | 1,1     |      |
| +Europa                  | Lucia Lia Azzarone              | 18.373  | 15,4 | 1.300                               | 1,1     |      |
| Italia Europa Insieme    | Lucia Lia Azzarone              | 18.373  | 15,4 | 549                                 | 0,5     |      |
|                          | Marilena Di Padova              | 3.197   | 2,7  | Liberi e Uguali                     | 3.197   | 2,7  |
|                          | Mariassunta Marchesani          | 1.734   | 1,5  | Potere al Popolo!                   | 1.734   | 1,5  |
|                          | Giovanni Pio De Giovanni        | 1.627   | 1,4  | Il Popolo della Famiglia            | 1.627   | 1,4  |
|                          | Ferdinando Maria Spina          | 773     | 0,6  | CasaPound Italia                    | 773     | 0,6  |
|                          | Margherita Anna Teresa Matrella | 641     | 0,5  | Italia agli Italiani (FN – FT)      | 641     | 0,5  |
|                          | Dario Petrone                   | 161     | 0,1  | 10 Volte Meglio                     | 161     | 0,1  |
|                          | Mauro Pagano                    | 129     | 0,1  | Partito Repubblicano Italiano – ALA | 129     | 0,1  |
|                          | Patrizia Basto                  | 101     | 0,1  | Partito Valore Umano                | 101     | 0,1  |
| Gesamt                   | Gesamt                          | 119.530 | 100  |                                     | 119.530 | 100  |
|                          |                                 |         |      |                                     |         |      |
| Ungültige Stimmen        | Ungültige Stimmen               | 4.238   | 3,4  |                                     |         |      |
| Wähler                   | Wähler                          | 123.768 | 67,1 |                                     |         |      |
| Wahlberechtigte          | Wahlberechtigte                 | 184.387 |      |                                     |         |      |
|                          |                                 |         |      |                                     |         |      |
| Quelle: Innenministerium |                                 |         |      |                                     |         |      |

## Seit 2020

### Wahlkreisgebiet
| Wahlkreise – Camera dei deputati – Apulien | Wahlkreise – Camera dei deputati – Apulien   | Wahlkreise – Camera dei deputati – Apulien                         |
| Provinz                                    | Provinz                                      | Gemeinden nach Provinzen ⮞ Wahlkreis                               |
| ------------------------------------------ | -------------------------------------------- | ------------------------------------------------------------------ |
|                                            | Metropolitanstadt Bari (41 Gemeinden)        | 9 ⮞ Wahlkreis Bari 17 ⮞ Wahlkreis Molfetta 15 ⮞ Wahlkreis Altamura |
|                                            | Provinz Barletta-Andria-Trani (10 Gemeinden) | 7 ⮞ Wahlkreis Andria 3 ⮞ Wahlkreis Cerignola                       |
|                                            | Provinz Brindisi (20 Gemeinden)              | alle ⮞ Wahlkreis Brindisi                                          |
|                                            | Provinz Foggia (61 Gemeinden)                | 39 ⮞ Wahlkreis Foggia 22 ⮞ Wahlkreis Cerignola                     |
|                                            | Provinz Lecce (96 Gemeinden)                 | 30 ⮞ Wahlkreis Lecce 66 ⮞ Wahlkreis Galatina                       |
|                                            | Provinz Tarent (29 Gemeinden)                | 22 ⮞ Wahlkreis Tarent 7 ⮞ Wahlkreis Altamura                       |

Der Wahlkreis umfasst 39 Gemeinden der Provinz Foggia (Accadia, Alberona, Anzano di Puglia, Ascoli Satriano, Biccari, Bovino, Candela, Carapelle, Carlantino, Casalnuovo Monterotaro, Casalvecchio di Puglia, Castelluccio dei Sauri, Castelluccio Valmaggiore, Castelnuovo della Daunia, Celenza Valfortore, Celle di San Vito, Chieuti, Deliceto, Faeto, Foggia, Lucera, Monteleone di Puglia, Motta Montecorvino, Ordona, Orsara di Puglia, Orta Nova, Panni, Pietramontecorvino, Rocchetta Sant’Antonio, Roseto Valfortore, San Marco la Catola, San Paolo di Civitate, San Severo, Sant’Agata di Puglia, Serracapriola, Torremaggiore, Troia, Volturara Appula und Volturino).

### Wahlergebnisse

#### Parlamentswahl 2022
| Kandidaten                          | Kandidaten                        | Stimmen | %    | Listen                                                  | Stimmen | %    |
| ----------------------------------- | --------------------------------- | ------- | ---- | ------------------------------------------------------- | ------- | ---- |
|                                     | Marco Pellegrinigewählt           | 57.918  | 41,3 | Movimento 5 Stelle                                      | 57.918  | 41,3 |
|                                     | Eugenia Roccella                  | 48.825  | 34,8 | Fratelli d’Italia                                       | 28.096  | 20,0 |
| Forza Italia                        | Eugenia Roccella                  | 48.825  | 34,8 | 11.570                                                  | 8,3     |      |
| Lega per Salvini Premier            | Eugenia Roccella                  | 48.825  | 34,8 | 8.389                                                   | 6,0     |      |
| Noi Moderati                        | Eugenia Roccella                  | 48.825  | 34,8 | 770                                                     | 0,5     |      |
|                                     | Valentina Lucianetti              | 23.693  | 16,9 | Partito Democratico – Italia Democratica e Progressista | 18.334  | 13,1 |
| Alleanza Verdi e Sinistra           | Valentina Lucianetti              | 23.693  | 16,9 | 3.155                                                   | 2,3     |      |
| +Europa                             | Valentina Lucianetti              | 23.693  | 16,9 | 1.581                                                   | 1,1     |      |
| Impegno Civico – Centro Democratico | Valentina Lucianetti              | 23.693  | 16,9 | 623                                                     | 0,4     |      |
|                                     | Davino Danaro                     | 5.250   | 3,7  | Azione – Italia Viva                                    | 5.250   | 3,7  |
|                                     | Carmela Maria Elisabetta La Notte | 1.988   | 1,4  | Italexit per l’Italia                                   | 1.988   | 1,4  |
|                                     | Roberto De Rosa                   | 1.559   | 1,1  | Italia Sovrana e Popolare                               | 1.559   | 1,1  |
|                                     | Ivana Palieri                     | 946     | 0,7  | Unione Popolare                                         | 946     | 0,7  |
| Gesamt                              | Gesamt                            | 140.179 | 100  |                                                         | 140.179 | 100  |
|                                     |                                   |         |      |                                                         |         |      |
| Ungültige Stimmen                   | Ungültige Stimmen                 | 4.921   | 3,4  |                                                         |         |      |
| Wähler                              | Wähler                            | 145.100 | 54,2 |                                                         |         |      |
| Wahlberechtigte                     | Wahlberechtigte                   | 267.760 |      |                                                         |         |      |
|                                     |                                   |         |      |                                                         |         |      |
| Quelle: Innenministerium            |                                   |         |      |                                                         |         |      |